# På galej i Boulogne
På galej i Boulogne (engelska: A Day To Remember) är en brittisk dramakomedi från 1953 i regi av Ralph Thomas.
Filmen baseras på Jerrard Tickells roman The Hand and Flower.

## Handling
Ett dartteam från en pub i London gör en dagstur till franska Boulogne.

## Rollista i urval
- Stanley Holloway - Charley Porter
- Donald Sinden - Jim Carver
- Joan Rice - Vera Mitchell
- Odile Versois - Martine Berthier
- James Hayter - Fred Collins
- Harry Fowler - Stan Harvey
- Edward Chapman - Mr. Robinson
- Peter Jones - Percy Goodall
- Bill Owen - Shorty Sharpe
- Marianne Stone - Doreen
- Meredith Edwards - Bert Tripp
- Thora Hird - Mrs. Trott
- Theodore Bikel - Henri Dubot
- Brenda De Banzie - Mrs. Collins
- Cyril Chamberlain - officer på färjan
- Shirley Eaton - ung kvinna på färjan